# Heliconius sapho
Heliconius sapho är en fjärilsart som beskrevs av Dru Drury 1782. Heliconius sapho ingår i släktet Heliconius och familjen praktfjärilar. Inga underarter finns listade i Catalogue of Life.